# Maodo Lô
Maodo Lô (ur. 31 grudnia 1992 w Berlinie) – niemiecki koszykarz, występujący na pozycjach rozgrywającego lub rzucającego obrońcy, reprezentant kraju, olimpijczyk, posiadający także senegalskie obywatelstwo, obecnie zawodnik Alby Berlin.
W 2016 reprezentował Philadelphia 76ers podczas rozgrywek letniej ligi NBA w Las Vegas i Salt Lake City.

## Osiągnięcia
Stan na 13 września 2023, na podstawie, o ile nie zaznaczono inaczej.

### NCAA
- Mistrz turnieju CIT (CollegeInsider.com Postseason Tournament – 2016)
- Uczestnik turnieju Portsmouth Invitational Tournament (2016)
- MVP turnieju CIT (2016)
- Zaliczony do:
  - I składu:
    - All-Ivy League (2015, 2016)
    - turnieju CIT (2016)

  - II składu All-Ivy League (2014)
- Lider Ligi Bluszczowej w:
  - średniej:
    - punktów (2015 –18,4)
    - przechwytów (2016 – 2,2)

  - liczbie:
    - punktów (2015 – 516, 2016 – 591)
    - przechwytów (2016 – 78)
    - celnych (2015 – 181, 2016 – 212) i oddanych rzutów z gry (2016 – 467)
    - celnych (2015 – 84, 2016 – 96) i oddanych rzutów za 3 punkty (2015 – 195, 2016 – 257)
    - rozegranych minut (2016 – 1144)

  - skuteczności rzutów:
    - z gry (2015 – 48,9%)
    - za 3 punkty (2015 – 43,1%)

### Drużynowe
- Mistrz Niemiec (2017, 2019, 2021)
- Zdobywca Pucharu Niemiec (2017, 2022[6])
- Finalista Pucharu Niemiec (2021)
- Uczestnik rozgrywek międzynarodowych Euroligi (2016/2017 – 13. miejsce, 2017/2018 – 12. miejsce, 2018/2019 – 11. miejsce, 2019–2022)

### Indywidualne
- MVP:
  - Pucharu Niemiec (2022)[6]
  - kolejki Euroligi (29 – 2021/2022)[7]
- Uczestnik meczu gwiazd niemieckiej ligi BBL (2017, 2018)
- Zwycięzca konkursu rzutów za 3 punkty ligi niemieckiej (2018)

### Reprezentacja
Seniorska
- Mistrz świata (2023)[8]
- Uczestnik:
  - igrzysk olimpijskich (2020 – 8. miejsce)[a]
  - mistrzostw:
    - świata (2019 – 18. miejsce, 2023)
    - Europy (2015 – 17. miejsce, 2017 – 6. miejsce)

  - kwalifikacji:
    - olimpijskich (2021 – 1. miejsce)
    - do mistrzostw:
      - Europy (2016/2017 – 6. miejsce)
      - świata (2019, 2021)

Młodzieżowe
- Wicemistrz uniwersjady (2015)
- Uczestnik turnieju Nike Global Challenge (2011 – 6. miejsce)